# Bauer Edit
Bauer Edit (Somorja, 1946. augusztus 30. –) szlovákiai magyar politikus, 2004–2014 között a Magyar Közösség Pártja (MKP) európai parlamenti (EP) képviselője.

## Pályafutása
1968-ban végzett a Pozsonyi Közgazdaságtudományi Egyetemen. Ezután társadalomkutatással foglalkozott. 1980-ban szociológiából szerzett kandidátusi oklevelet (CSc.). 1990 és 1998 között a Szlovák Nemzeti Tanácsban képviselő az Együttélés Politikai Mozgalom színeiben. 1998-tól a Munka-, Szociális és Családügyi Minisztérium államtitkára volt. 2002-től az MKP parlamenti képviselője. 2004-től EP-képviselő az Európai Néppárt frakciójában. 2014-ben pártja nem jelölte újra EP-képviselőségre. 2014 novemberében az MKP helyi önkormányzati képviselőjévé választották Somorján, a Lakás-, szociális és egészségügyi szakbizottság elnöke lett.

## Családi háttere
Férjnél van, 2 gyermeke született.

## Művei
- A matematikai gondolkodás fejlődésének kérdései középiskolásoknál; KLTE Könyvtár, Debrecen, 1984 (Acta psychologica Debrecina)
- Bioenergetika; szerk. Bauer Edit, bev. Klein Sándor, Bauer Edit; Juhász Gyula Tanárképző Főiskola, Szeged, 1985 (Tanár leszek! Tanár vagyok! Vitatémák, ötletek, javaslatok, tanácsok tanárjelölteknek és tanároknak)

## Külső hivatkozások
- Honlapja
- EP-képviselői oldala
- EP